# 이최식
이최식(李㝡植, 1794년~?)은 조선의 화가이다. 본관은 해주(海州), 자는 중수(仲秀)이다.
도화서의 화원이었으며, 1804년에 이인문과 함께 인정전 재건공사에 참여했다.